# Konrad Weise
Konrad Weise (Greiz, 1951. augusztus 17. –) olimpiai bajnok német labdarúgó, edző.
Az NDK válogatott tagjaként részt vett az 1972. és az 1976. évi nyári olimpiai játékokon, illetve az 1974-es világbajnokságon.

## Sikerei, díjai
Carl Zeiss Jena
- Keletnémet kupa (3): 1971-72, 1973-74, 1979-80

NDK
- Olimpiai bajnok (1): 1976
- Olimpiai bronzérmes (1): 1972